# Canotaj la Jocurile Olimpice de vară din 2024 - Patru vâsle masculin
Proba masculină de canotaj patru vâsle de la Jocurile Olimpice de vară din 2024 a avut loc în perioada 27-31 iulie 2024 pe Stadionul Nautic Olimpic Național din Île-de-France, aflat la aproximativ 30 de kilometri de Paris.

## Program
Orele sunt ora Franței (UTC+1) 
| Data                    | Timp | Etapă        |
| ----------------------- | ---- | ------------ |
| Sâmbătă, 27 iulie 2024  | 9:00 | Calificări   |
| Luni, 29 iulie 2024     | 9:30 | Recalificări |
| Miercuri, 31 iulie 2024 | 9:30 | Finale       |

## Rezultate

### Calificări
Primele două ambarcațiuni din fiecare cursă se vor califica în Finala A, iar celelalte vor concura în recalificări.

#### Calificări - cursa 1
Rezultate calificări - cursa 1.
| Loc | Culoar | Concurenți                                                                    | Țară           | Timp    | Note |
| --- | ------ | ----------------------------------------------------------------------------- | -------------- | ------- | ---- |
| 1   | 5      | Lennart van Lierop Finn Florijn Tone Wieten Koen Metsemakers                  | Olanda         | 5:41,69 | C    |
| 2   | 2      | Thomas Barras Callum Dixon Matthew Haywood Graeme Thomas                      | Marea Britanie | 5:44,82 | C    |
| 3   | 3      | Anton Finger Max Appel Tim Ole Naske Moritz Wolff                             | Germania       | 5:46,90 | R    |
| 4   | 1      | Kristoffer Brun Oscar Stabe Helvig Jonas Slettemark Juel Erik André Solbakken | Norvegia       | 5:50,48 | R    |
| 5   | 4      | Leontin Nuțescu Andrei Lungu Florin Horodișteanu Ioan Prundeanu               | România        | 5:51,14 | R    |

#### Calificări - cursa 2
Rezultate calificări - cursa 2.
| Loc | Culoar | Concurenți                                                      | Țară    | Timp    | Note |
| --- | ------ | --------------------------------------------------------------- | ------- | ------- | ---- |
| 1   | 2      | Luca Chiumento Luca Rambaldi Giacomo Gentili Andrea Panizza     | Italia  | 5:43,31 | C    |
| 2   | 4      | Fabian Barański Mateusz Biskup Dominik Czaja Mirosław Ziętarski | Polonia | 5:44,39 | C    |
| 3   | 3      | Dominic Condrau Jan Jonah Plock Scott Bärlocher Maurin Lange    | Elveția | 5:49,50 | R    |
| 4   | 1      | Tõnu Endrekson Mikhail Kushteyn Johann Poolak Allar Raja        | Estonia | 5:52,04 | R    |

### Recalificări
Primele două ambarcațiuni din cursă se vor califica în Finala A, iar celelalte vor merge în Finala B.
Rezultate recalificări.
| Loc | Culoar | Concurenți                                                                    | Țară     | Timp    | Note |
| --- | ------ | ----------------------------------------------------------------------------- | -------- | ------- | ---- |
| 1   | 2      | Anton Finger Max Appel Tim Ole Naske Moritz Wolff                             | Germania | 5:52,39 | FA   |
| 2   | 3      | Dominic Condrau Jan Jonah Plock Scott Bärlocher Maurin Lange                  | Elveția  | 5:52,55 | FA   |
| 3   | 4      | Kristoffer Brun Oscar Stabe Helvig Jonas Slettemark Juel Erik André Solbakken | Norvegia | 5:53,13 | FB   |
| 4   | 1      | Tõnu Endrekson Mikhail Kushteyn Johann Poolak Allar Raja                      | Estonia  | 5:55,74 | FB   |
| 5   | 5      | Leontin Nuțescu Andrei Lungu Florin Horodișteanu Ioan Prundeanu               | România  | 5:56,32 | FB   |

### Finale

#### Finala B
Rezultate finala B.
| Loc | Culoar | Concurenți                                                                    | Țară     | Timp    | Note |
| --- | ------ | ----------------------------------------------------------------------------- | -------- | ------- | ---- |
| 7   | 3      | Tõnu Endrekson Mikhail Kushteyn Johann Poolak Allar Raja                      | Estonia  | 5:50,55 |      |
| 8   | 2      | Kristoffer Brun Oscar Stabe Helvig Jonas Slettemark Juel Erik André Solbakken | Norvegia | 5:51,88 |      |
| 9   | 1      | Leontin Nuțescu Andrei Lungu Florin Horodișteanu Ioan Prundeanu               | România  | 5:54,77 |      |

#### Finala A
Rezultate finala A.
| Loc | Culoar | Concurenți                                                      | Țară           | Timp    | Note |
| --- | ------ | --------------------------------------------------------------- | -------------- | ------- | ---- |
| 1   | 4      | Lennart van Lierop Finn Florijn Tone Wieten Koen Metsemakers    | Olanda         | 5:42,00 |      |
| 2   | 3      | Luca Chiumento Luca Rambaldi Giacomo Gentili Andrea Panizza     | Italia         | 5:44,40 |      |
| 3   | 5      | Fabian Barański Mateusz Biskup Dominik Czaja Mirosław Ziętarski | Polonia        | 5:44,59 |      |
| 4   | 2      | Tom Barras Callum Dixon Matt Haywood Graeme Thomas              | Marea Britanie | 5:46,51 |      |
| 5   | 6      | Anton Finger Max Appel Tim Ole Naske Moritz Wolff               | Germania       | 5:50,62 |      |
| 6   | 1      | Dominic Condrau Jan Jonah Plock Scott Bärlocher Maurin Lange    | Elveția        | 5:58,04 |      |